# Gustavo Gutiérrez Espeleta
Gustavo Gutiérrez Espeleta (San José, 1 de septiembre de 1965) es un científico, catedrático y presentador de televisión costarricense. A partir del 1 de enero de 2021, es el rector de la Universidad de Costa Rica para el período 2021-2024. Su especialidad o área de estudios es la Genética humana –cáncer de mama– y la genética de la conservación de los animales silvestres. Desde el año 2012 es presentador y productor del programa ConCiencia, emitido por el Canal Televisión de la UCR. Su producción literaria investigadora ha versado sobre diferentes temas como "Los Felinos en la Arqueología de Costa Rica. Pasado y presente" o "Reproducción en cautiverio y liberación de fauna silvestre en Costa Rica: experiencias en investigación, manejo y toma de decisiones." 

## Reseña biográfica
Nació en San José, el 1 de septiembre de 1965. Su primaria la cursó entre 1971 y 1977 en la Escuela Buenaventura Corrales, una de las instituciones de educación primaria más antiguas del país (esta escuela es la que está ubicada en el "Edificio Metálico" construido en el año 1896 al costado oeste del Parque España, en la ciudad de San José). Fue en esa época, en el año 1975, cuando desarrolló su interés por la genética. En palabras del mismo Gustavo Gutiérrez Espeleta: "Esa meta se mantuvo durante la escuela, colegio y universidad. Nunca consideré algo diferente para mi vida profesional".
Sus estudios de secundaria los realizó entre 1978 a 1982 en el Liceo Laboratorio Emma Gamboa, ubicado en Moravia, San José. Durante esta etapa logra conocer de mano de sus maestras sobre qué trata la genética, decantando desde ese momento por estudiar Biología y no Medicina. En sus propias palabras: "Mi único objetivo de estudio, desde los 10 años, siempre fue la genética. Obviamente, en aquel momento no tenía idea de lo que se trataba esta disciplina. Este conocimiento lo adquirí en el Liceo Laboratorio Emma Gamboa, con mis profesoras de ciencias y biología, Olga Emilia Brenes y Cecilia Motta; respectivamente. Para ingresar a la Universidad tenía que tomar la decisión de si entraba a Medicina o a Biología. Cuando comparé los dos planes de estudio y como yo tenía en mente dedicarme a la investigación y no a la clínica, no tuve la menor duda de estudiar Biología, carrera que me permitió adquirir todas las bases y el conocimiento necesario para luego hacer una maestría y posteriormente un doctorado en genética".

### Estudios Profesionales
En el año 1983 comienza sus estudios profesionales en la Universidad de Costa Rica, obteniendo su Bachillerato en Biología en el año 1988. Es mismo año comienza en su Almamáter la Maestría en Genética, la cual finaliza en 1992. Durante ese período contrae matrimonio en el año 1989. En 1994 quiso aplicar todo su conocimiento y herramientas sobre genética para conservar las especies en peligro de extinción en Costa Rica. Inició dicho proyecto con cuatro especies de monos y posteriormente, comenzó a estudiar felinos, perezosos, dantas y algunas especies de aves. Con estos trabajos incursionó en el campo de la Genética de la Conservación, una disciplina en aquel momento en mero desarrollo.
La Beca Fulbright, le daría en 1995 la oportunidad de optar por un Doctorado en Genética en la Universidad Estatal de Arizona, mismo que finalizó en 1999. Durante su experiencia de vida en Arizona, Gustavo enfrentó varios capítulos difíciles de su vida personal. Según su propio testimonio "El período 1995-1998 fue extremadamente difícil por cuanto falleció mi hermano mayor, un primo hermano y mi padre. Además, de mi perro y se dio mi primer divorcio".  

### Investigaciones sobre el Cáncer de mama
A inicios del 2000, Gustavo trabajó en el INISA (Instituto de Investigaciones en Salud, UCR). La investigación en este instituto estaba restringida a la salud humana. Como había estado cuatro años fuera del país en los estudios de doctorado, investigó en los periódicos para identificar un problema de salud en el cual pudiera aplicar sus conocimientos de genética. Fue así como encontró un reportaje sobre cáncer de mama, en el cual se insistía mucho en el aumento de su incidencia en los últimos años. Esto lo llevó a buscar más información al respecto. Se convirtió así en un proyecto de investigación, cuyos objetivos eran determinar las mutaciones más frecuentes en la población costarricense, así como los factores de riesgo asociados a esta patología. Todo con miras a un diagnóstico temprano y a la prevención de la enfermedad. 
En el año 2008 se hace publica su investigación sobre la influencia de la herencia genética en el cáncer de seno en Costa Rica. Dicho trabajo tuvo el apoyo técnico y financiero del Centro de Cáncer Moffitt de Tampa, Florida, así como del Departamento de Salud de la Mujer de la Universidad de Toronto, Canadá. En la investigación participaron científicos costarricenses de la Universidad de Costa Rica (pública) y de la Universidad de las Ciencias Médicas (privada).

### Vida universitaria
En diciembre del 2011, se cuestionaba mucho las razones para dar más dinero a las universidades públicas si la vinculación con la sociedad costarricense era nula. Esto llevó a Gustavo a pensar en una propuesta para mejorar la divulgación del acontecer científico de las universidades. Fue así que concibió la propuesta de hacer un programa de Televisión en el Canal 15 (hoy Canal UCR). El primer lunes del año 2012 (2 de enero), le comparte su propuesta a la directora del canal, Ana Xochitl Alarcón. Ella acoge la idea y menos de dos meses después salió al aire la primera emisión de "ConCiencia UCR", como un medio de rendición de cuentas a la comunidad nacional para aclarar en qué se invierten los fondos públicos destinados a la investigación en las universidades. Actualmente el programa de incluye a otras instituciones públicas. Desde 2012 hasta 2019 se ha grabado 360 programas de "Conciencia UCR".
En octubre del año 2013 la Escuela de Biología de la UCR trajo al país la espectacular "Colección Whitten", la cual cuenta con más de cuatro mil especies de insectos de todo el mundo.
En mayo de  2019, Gutiérrez fue noticia al cuestionar a la Rectoría de la UCR por una serie de dudas sin respuesta en torno a la construcción de un millonario laboratorio de lucha contra el cáncer. Desde octubre del año 2018, el Doctor Gutiérrez había emitido sus cuestionamientos a dicho proyecto con la publicación de un artículo de opinión titulado "El Edificio de Cáncer en la UCR" en el Semanario Universidad. En el mismo año 2019, desde enero, se dio a conocer una serie de investigaciones y publicaciones sobre las alertas por las afectaciones de las áreas de monocultivos en la presencia de un extraño patrón en la pigmentación de los monos aulladores o congos (Alouatta palliata). A dicha investigación se sumó el especialista español en pigmentación, Ismael Galván.
El 20 de noviembre del 2020, participó como candidato a la Rectoría 2020-2024 de la Universidad de Costa Rica.  La Asamblea Plebiscitaria de la Universidad de Costa Rica (UCR) realizó la elección entre cinco postulantes al cargo. La elección no fue definitiva y pasó a una segunda vuelta pues ninguno de los candidatos consiguió superar el 40% de los votos emitidos. Gustavo Gutiérrez recibió el 32.70% de los votos, mientras que Orlando Arrieta alcanzó el 31.18%. El 27 de noviembre de 2020, el periodista Javier Mora Montero, del Semanario Universidad publicó en dicho medio: "Gustavo Gutiérrez Espeleta ganó la elección en segunda ronda al recibir el 57,40% de los votos emitidos, lo que equivale a 1102, y ocupará la Rectoría para el periodo 2021-2024 y será la 16ta persona en ocupar este cargo en la historia de la institución, además de convertirse en el primer rector de la universidad en ser electo tras una segunda ronda".

## Publicaciones
Libros
- Monge, Gutiérrez-Espeleta, Otto, Gustavo A. (2019). Reproducción en cautiverio y liberación de fauna silvestre en Costa Rica: experiencias en investigación, manejo y toma de decisiones. San José: UCR.

Artículos en revistas
- Samper-Villareal, Vincent, Álvarez, Gutiérrez-Espeleta, J., A., C., & G. A (13 de marzo de 2019). «I Simposio sobre cambio climático y Biodiversidad: hacia el fortalecimiento de la resiliencia y acciones requeridas ante el cambio climático en Latinoamérica.». UNED Research Journal (San José, Costa Rica: UNED) 11 (1). doi:10.22458/urj.v11i1.2315.

- Sotomayor-Bonilla, Moreira-Soto, Mendizabal, Soley-Guardia, Ramírez-Fernández, Villalobos-Chaves, Niehaus, Gutiérrez-Espeleta, Rico-Chávez, Foley, Suzan, Chaves-Friedlander, Jesús, Andrés, Daniel, Mariano, José Daniel, David, Carmen, Gustavo, Óscar, Janet, Gerardo, & Andrea (9 de julio de 2019). «Diverse Beta- and Gammaherpesviruses in Neotropical Rodents from Costa Rica». Journal of Wildlife Diseases (en inglés) 55 (3): 663-667. doi:10.7589/2018-05-117.

- Galván, Jorge, Sánchez-Murillo, Gutiérrez-Espeleta, I, A, F, G (2019). «A recent shift in the pigmentation phenotype of a wild Neotropical primate». Mammalian Biology (en inglés) 94: 66-68. ISSN 1616-5047. doi:10.1016/j.mambio.2018.10.007.

- Chaves-Friedlander, Ibarra-Cerdena, López-Pérez, Monge, Avendaño, Ureña-Saborio, Chavarría, Zaldaña, Sánchez, Ortíz-Malavassi, Suzan, Foley and Gutiérrez-Espeleta., A., C.N., A.M., O., R., H., M., K., L., E., G., J., G.A. (16 september 2019). «Bocaparvovirus, Erythroparvovirus and Tetraparvovirus in New World Primates from Central America». Transbound Emerg Dis. (en inglés) 67 (1): 377-387. ISSN 1865-1674. doi:10.1111/tbed.13357.